# برول
برول (به فرانسوی: Béroul) شاعر قرن دوازدهم میلادی اهل فرانسه است.